# Air Travel

Прежний логотип авиакомпании

Air Travel, ранее известная как Yunnan Hongtu Airlines (кит. 云南红土航空股份公司), — китайская авиакомпания со штаб-квартирой в городском округе Куньмин (провинция Юньнань, КНР), работающая в сфере внутренних пассажирских перевозок.
Портом приписки перевозчика и его главным транзитным узлом (хабом) является международный аэропорт Куньмин Чаншуй.

## История
Авиакомпания была основана в 2015 году несколькими инвестиционными группами Китая. 26 марта 2015 года Yunnan Hongtu Airlines получила предварительное согласование от Министерства гражданской авиации Китайской Народной Республики. В октябре того же компания утвердила собственные схему раскраски самолётов и логотип.
22 декабря 2015 года Yunnan Hongtu Airlines получила своё первый лайнер Airbus A321, поставка которого первоначально предполагалась в российскую авиакомпанию ЮТэйр. 20 мая 2016 года Hongtu Airlines провела официальную церемонию открытия, а на следующий день состоялся первый пассажирский рейс между аэропортами Куньминя и Наньчаня. Второй самолёт аналогичного типа был поставлен во втором квартале 2016 года. 
В 2018 году авиакомпания сменила официальное название на Air Travel.

## Собственники
Yunnan Hongtu Airlines образована в качестве совместного предприятия компанией «Kunming Evergreen Financing» (30 %), бизнесменом Таном Лунчэнем (20 %) и пятью другими компаниями провинции (по 10 % у каждой). Общий объём инвестиций в авиакомпанию составил 600 миллионов юаней (96,6 миллионов долларов США).

## Маршрутная сеть
В декабре 2017 года маршрутная сеть авиакомпании включала следующие пункты назначения:

## Флот
В сентябре 2019 года воздушный флот авиакомпании Air Travel составляли следующие самолёты: